# Acanthophyllum raphiophyllum
Acanthophyllum raphiophyllum là loài thực vật có hoa thuộc họ Cẩm chướng. Loài này được (Rech.f.) Barkoudah mô tả khoa học đầu tiên năm 1962.